# Citron (géométrie)

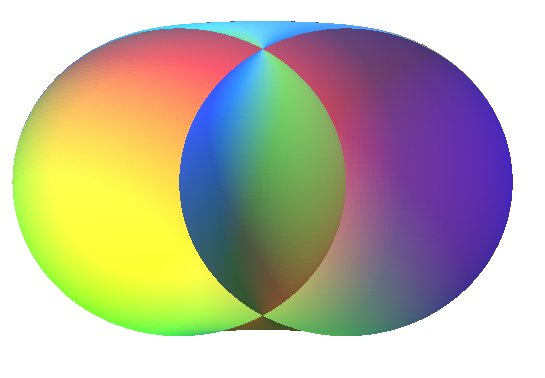
Un citron géométrique, avec une partie du tore associé.

En géométrie, un "citron" est la surface de révolution obtenue par la rotation d'un arc de cercle d'angle strictement inférieur à 180° autour de sa corde. La surface de révolution de l'arc complémentaire du même cercle autour de la même corde, est appelée "pomme". La "pomme" et le "citron" forment ensemble un tore croisé. 
Ces appellations sont les traductions des termes lemon et apple utilisés en anglais, mais il ne semble pas qu'il y ait d'appellations spécifiques en français pour les parties interne et externe d'un tore croisé. 
Le "citron" est la surface d'un ensemble convexe ; ce n'est pas le cas de la "pomme".

Outre le citron, la partie interne du tore croisé rappelle celle de la cabosse de cacaoyer, du fuseau en tant que bobine de fil, ainsi que celle du ballon de football américain. 

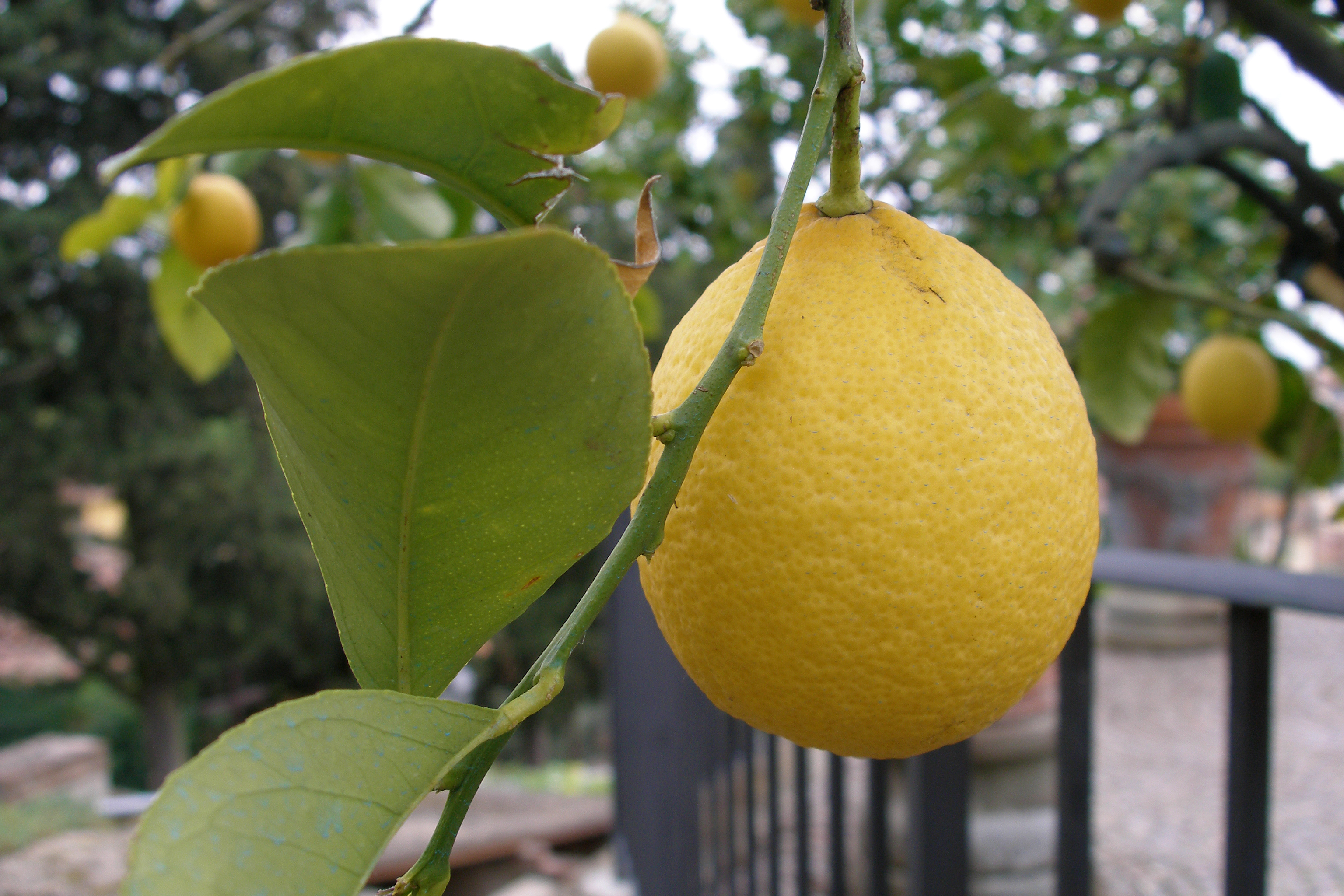
Citron réel.
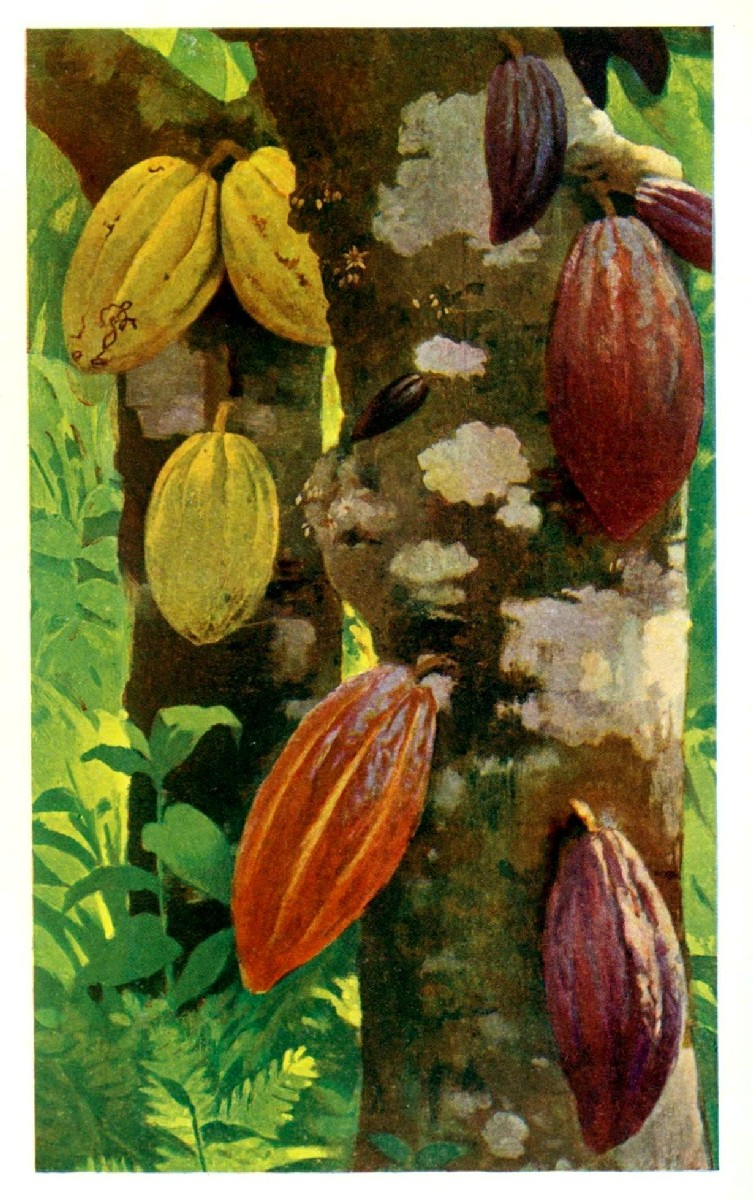
Cabosse de cacaoyer.
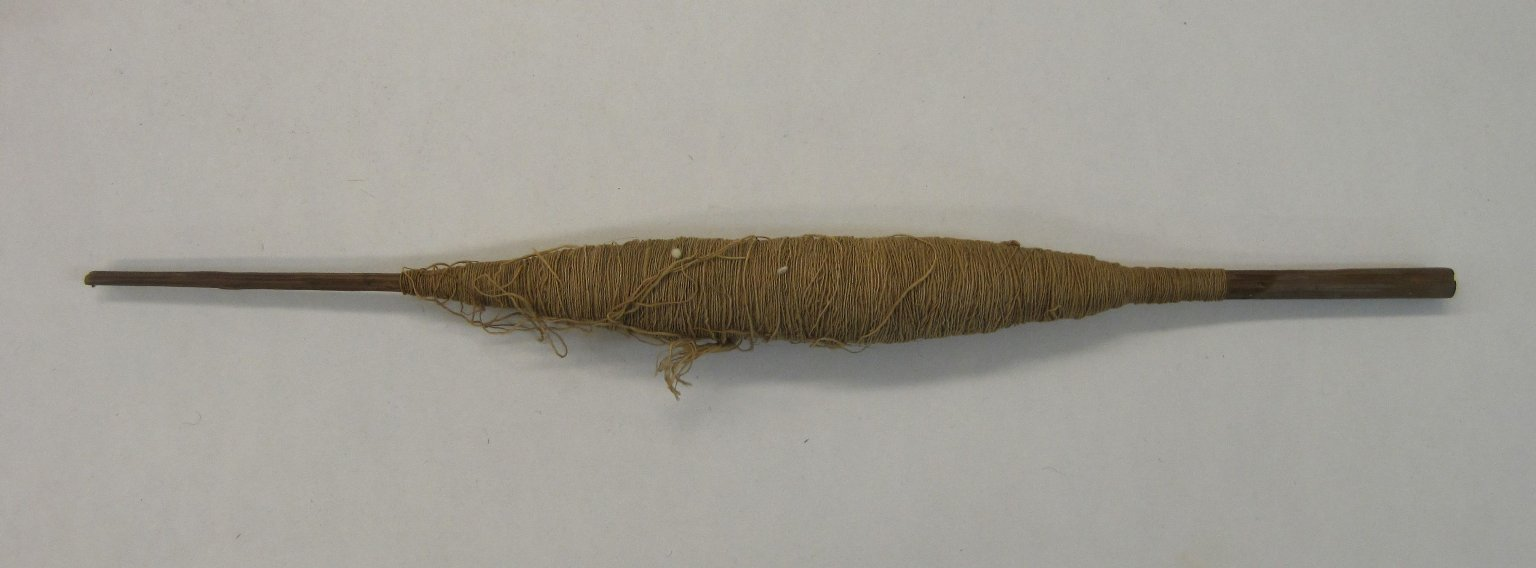
Fuseau (bobine de fil).
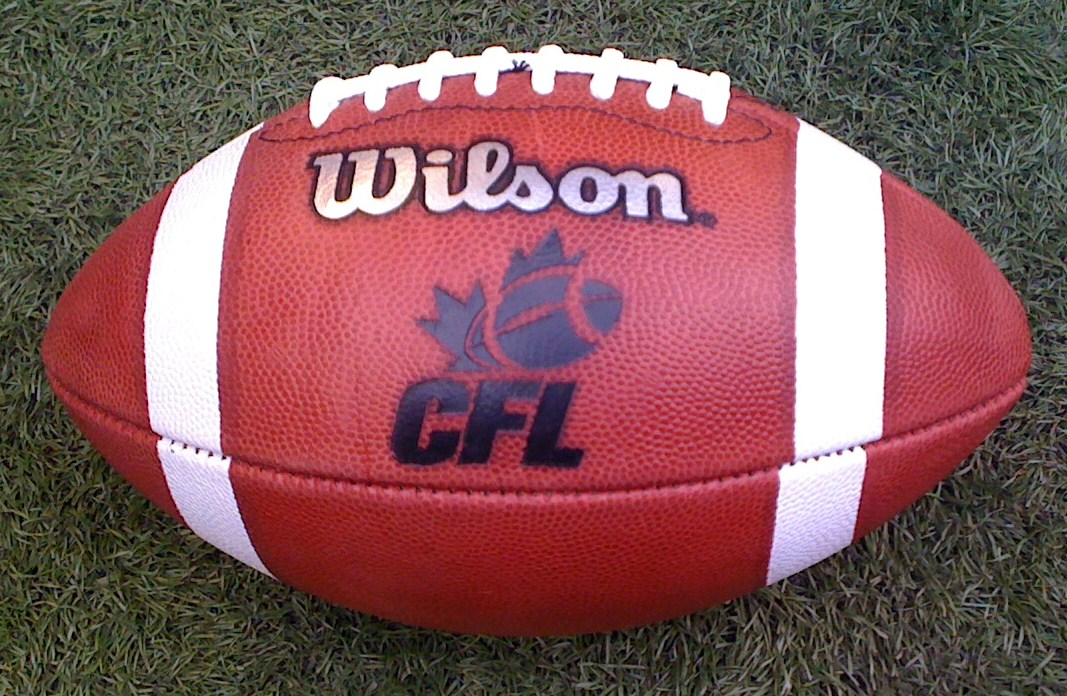
Ballon de football américain.

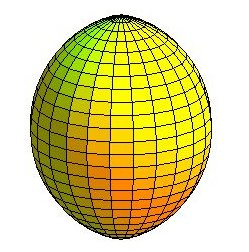
Cas où.

## Équations paramétriques
Le "citron" s'obtient paramétriquement par :
{\displaystyle x=(r-R\cos {\varphi })\cos {\theta }},
{\displaystyle y=(r-R\cos {\varphi })\sin \theta },
{\displaystyle z=R\sin \varphi }.
où :
r est la distance entre le centre du cercle en rotation et l'axe de rotation,
R est le rayon du cercle.
On obtient la surface entière en prenant {\displaystyle 0\leqslant \theta \leqslant 2\pi ,-\varphi _{m}\leqslant \varphi \leqslant \varphi _{m}}, 
où  {\displaystyle \varphi _{m}=\arccos {\frac {r}{R}}} est le demi-angle au sommet (strictement inférieur à {\displaystyle \pi /2}) de l'arc de cercle.
Noter que {\displaystyle \varphi } désigne la latitude, telle qu'utilisée en géophysique.

## Aire et volume
Avec les notations précédentes, l'aire du "citron" est donnée par : 
{\displaystyle A=2\pi R^{2}\int _{-\varphi _{m}}^{\varphi _{m}}(\cos \varphi -\cos \varphi _{m})d\varphi }
Son volume est donné par :
{\displaystyle V=\pi R^{3}\int _{-\varphi _{m}}^{\varphi _{m}}(\cos \varphi -\cos \varphi _{m})^{2}\cos \varphi d\varphi }
Ces intégrales peuvent être calculées, ce qui donne :
{\displaystyle A=4\pi R^{2}(\sin \varphi _{m}-\varphi _{m}\cos \varphi _{m})}
{\displaystyle V={\tfrac {4}{3}}\pi R^{3}\left(\sin ^{3}\varphi _{m}-{\tfrac {3}{4}}\cos \varphi _{m}(2\varphi _{m}-\sin 2\varphi _{m})\right)}
La pomme est générée par la rotation d'un arc de demi-angle au sommet {\displaystyle \varphi _{m}} supérieur à {\displaystyle \pi /2} autour de sa corde. Les formules ci-dessus sont valables pour le citron et la pomme.

Cyclide de Dupin croisée.

Dans le cas où {\displaystyle R=2r,\varphi _{m}=\pi /3} (la section par un plan passant par l'axe est alors une vesica piscis), on obtient:
{\displaystyle A=2\pi \left({\sqrt {3}}-{\frac {\pi }{3}}\right)R^{2}},
{\displaystyle V=\pi \left(3{\frac {\sqrt {3}}{4}}-{\frac {\pi }{3}}\right)R^{3}}.